# Tetragonophthalma
Tetragonophthalma là một chi nhện trong họ Pisauridae.